# Thanatologie

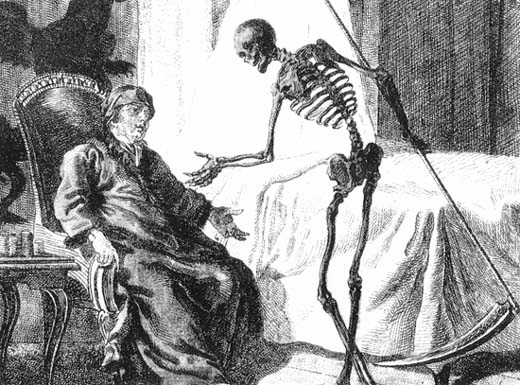
Umělecké znázornění umírání v podobě smrtky.

Thanatologie (z řeckého θάνατος (-thánatos) = smrt a -λογία (-logia) = věda, výzkum, nauka o smrti) je věda o umírání a smrti. Název je odvozen od jména řeckého boha smrtelného spánku a smrti. Thanatos, bratr Hypnův, je zpravidla zobrazován jako okřídlený spící jinoch s uhasínající pochodní. Thanatologie je věda interdisciplinární. Zabývají se jí nejen filosofové, lékaři a psychiatři, ale i biologové, sociologové a v neposlední řadě i teologové.
Sama thanatologie přijímá, že smrt je v konečném důsledku nevyhnutelná. Jejím cílem je ale dosažení holistického přístupu ke smrti, tedy přijetí smrti v těch nejširších souvislostech. Pojí se především, ale nikoli pouze, s paliativní péčí, jejímž účelem je podle Světové zdravotnické organizace zajistit dostatečnou kvalitu života pacientů a jejich rodin tváří v tvář problémům spojeným s životu ohrožující nemocí.
Pozornost zaměřuje nejen na samotný okamžik smrti, ale i na další okolnosti, které ho provázely či mu předcházely. Tyto poznatky se snaží využít v praxi zejména u zdravotníků, kteří se se smrtí setkávají nejčastěji.
V současné době je možné studovat obor thanatologie na vysokých školách.

## Historie
Původně byla thanatologie součástí náboženství, ze kterého se ale postupně vydělila a vytvořila tak zcela nový vědní obor.
Za prvního thanatologa je označován francouzský sociolog a antropolog Robert Hertz, který vypracoval první studii na toto téma v roce 1907.
Významný vzestup zaznamenala thanatologie i díky rozvoji medicíny. Právě pokrok v lékařské vědě totiž umožnil prodlužování života a nekončícího umírání, stejně jako předpovědět smrt měsíce nebo roky dopředu na základě diagnózy. I kvůli tomu měla na rozvoj thanatologie velký vliv kniha On Death and Dying od Elisabeth Kübler-Rossové, kde představila svůj model pěti fází smutku a pěti fází umírání na základě svých zkušeností z praxe. Spolu s dalšími svými díly způsobila převrat v dosavadním přístupu lékařů ke smrti. Zasazovala se o humánnější a soucitnější zacházení s umírajícími, ke kterému nakonec i skutečně došlo. Citlivý a profesionálně vedený rozhovor totiž odvrací umírajícího od apatie a odevzdání se osudu a je účinnější než psychofarmaka.